# Sitte
Il Sitte (in russo Ситте?) è un fiume della Russia siberiana orientale, affluente di sinistra della Lena. Scorre nel Gornyj ulus e nel Kobjajskij ulus della Sacha (Jacuzia).

## Descrizione
Il Sitte ha origine in una zona paludosa a un'altezza di circa 250 m s.l.m. La lunghezza del fiume è di 431 km, l'area del suo bacino è di 8 250 km². Il fiume scorre per lo più in direzione settentrionale e sfocia in un canale secondario della Lena, chiamato Suordach, a 1 157 km dalla foce del fiume.